# أكسل كولر
أكسل كولر (بالألمانية: Axel Köhler)‏ (و. 1959 – م) هو مغني أوبرا من ألمانيا. ولد في شوارتسنبرغ زاكسن.

## وصلات خارجية
- أكسل كولر على موقع IMDb (الإنجليزية)
- أكسل كولر على موقع ميوزك برينز (الإنجليزية)
- أكسل كولر على موقع ديسكوغز (الإنجليزية)
- أكسل كولر على موقع قاعدة بيانات الفيلم (الإنجليزية)